# Coregonus zenithicus
Coregonus zenithicus је зракоперка из реда Salmoniformes и фамилије Salmonidae.

## Угроженост
Ова врста се сматра рањивом у погледу угрожености врсте од изумирања.

## Распрострањење
Ареал врсте је ограничен на мањи број држава. 
Врста има станиште у Канади и Сједињеним Америчким Државама.

## Станиште
Станишта врсте су језера и језерски екосистеми и слатководна подручја. 
Врста Coregonus zenithicus је присутна на подручју Великих језера у Северној Америци, и других језера у Канади.